# Storleksordningar för tryck
| Tryck                       | Item |
| --------------------------- | --- |
| 20 µPa                      | Det minsta ljudtryck en människa kan uppfatta, vid frekvens mellan 1 och 5 kHz vid tystnad.                                             |
| 0,5 Pa                      | Atmosfärtryck på Pluto (ungefärlig siffra från 1988).                                                                                   |
| 1 Pa                        | Tryck från en husfluga som står på ett frimärke i vakuum (ungefär).                                                                     |
| 10 Pa                       | Tryck från en vattenpelare på 1 millimeter.                                                                                             |
| 100 Pa                      | Tryck från 1 cm vattenpelare. Smärttröskel. Ljudtryck högre än detta kan leda till hörselskador.                                        |
| 1 kPa                       | Atmosfäriskt tryck på Mars; 1 % av atmosfärtrycket på jorden.                                                                           |
| 10 kPa                      | Tryck från en vattenpelare på en meter, eller tryckminskning från havsnivå till 1000 m höjd.                                            |
| 101.325 kPa                 | Atmosfärtryck vid havsnivå = 1013.25 hPa.                                                                                               |
| 280 till 350 kPa            | Absoluttryck i personbilsdäck. Normalt mäts övertrycket vilket är cirka 180 till 250 kPa eller "1,8 till 2,5 kilo" (egentligen kgf/cm2) |
| 0,8 till 2 MPa (7-19 bar,ö) | Tryck i ett ångloks panna. |
| 9 MPa                       | Atmosfärtryck på Venus |
| 10 MPa                      | Högtryckstvätts utgångstryck. |
| 12 MPa                      | Tryck från en person som väger 60 kg och har stilettklackar.                                                                            |
| 20 MPa (200 bar,ö)          | Normalt tryck i en gasflaska för leverans av syrgas.                                                                                    |
| 100 MPa                     | Tryck i Marianergravens botten. |
| 10 GPa                      | Tryck för att bilda diamant. |
| 100 GPa                     | Teoretisk draghållfasthet för ett kolnanorör.                                                                                           |
| 530 TPa                     | Tryck i en Ivy Mike-atombomb |
| 6.4 PPa                     | Tryck i en W80-detonation |
| 35 PPa                      | Tryck i solens kärna |
| . . .                       | |
| 4.63 × 10113 Pa             | Plancktrycket |